# Gold River Adventure
Gold River Adventure was een waterattractie in het Belgische attractiepark Walibi Belgium te Waver. Het was een Tow Boat Ride van de Zwitserse fabrikant Intamin, in het themagebied Adventure World.
De bootjes en de wachtrij waren licht gethematiseerd naar het Wilde Westen.

## Geschiedenis

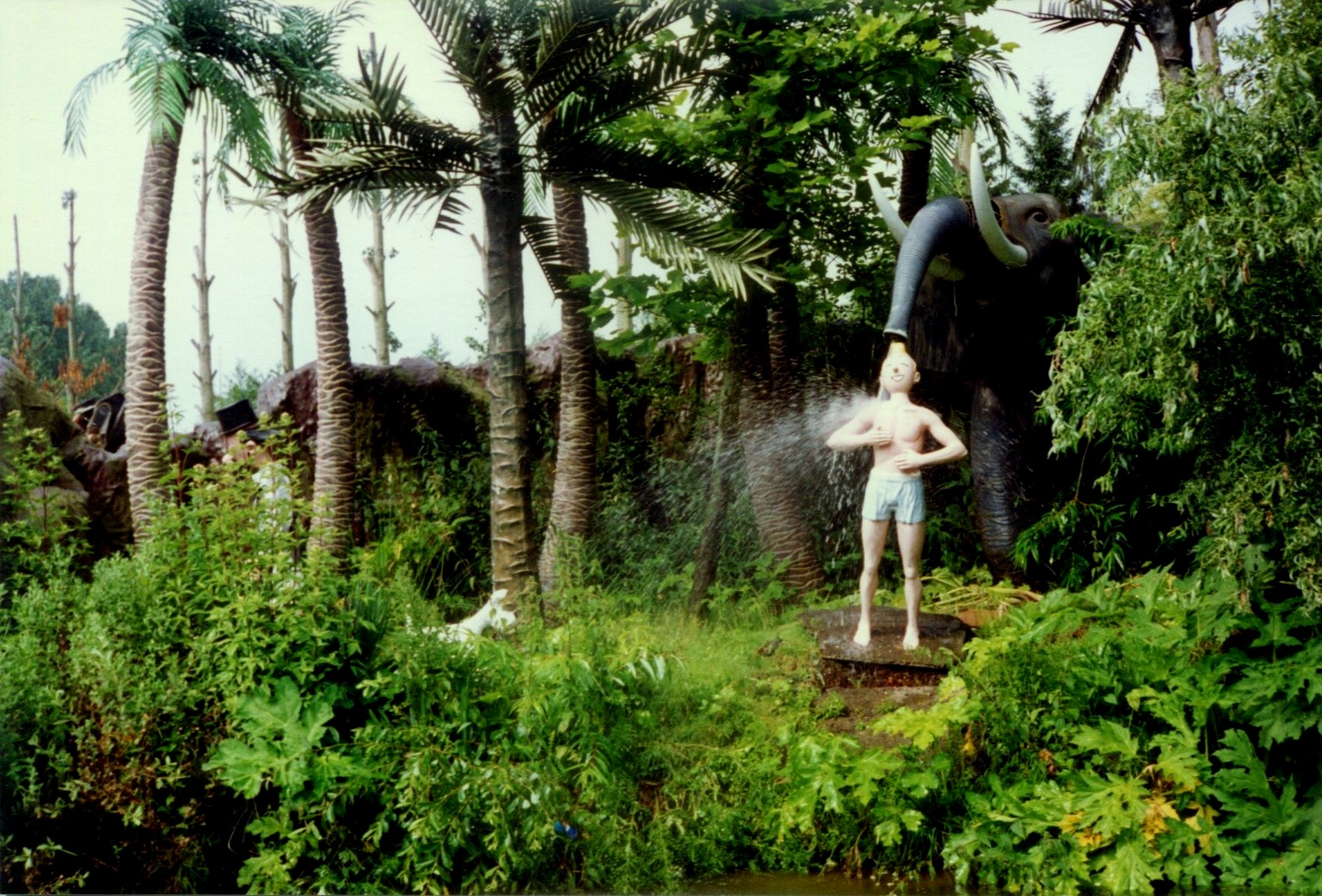
Tintin dans la Jungle (Kuifje in de Jungle), 1992

De attractie opende in 1978 en was tot aan de sluiting in 2024 de oudste nog werkende waterattractie van Walibi Belgium.
Tot 1985 heette de attractie Les Radeaux (De Vlotten) en waren de bootjes gevormd naar vlotten.
Vanaf 1985 werd de bootvaart gethematiseerd naar Kuifje en werden er allerlei poppen en animatronics langs het water geplaatst. De naam luidde toen Tintin dans la Jungle (Kuifje in de Jungle).

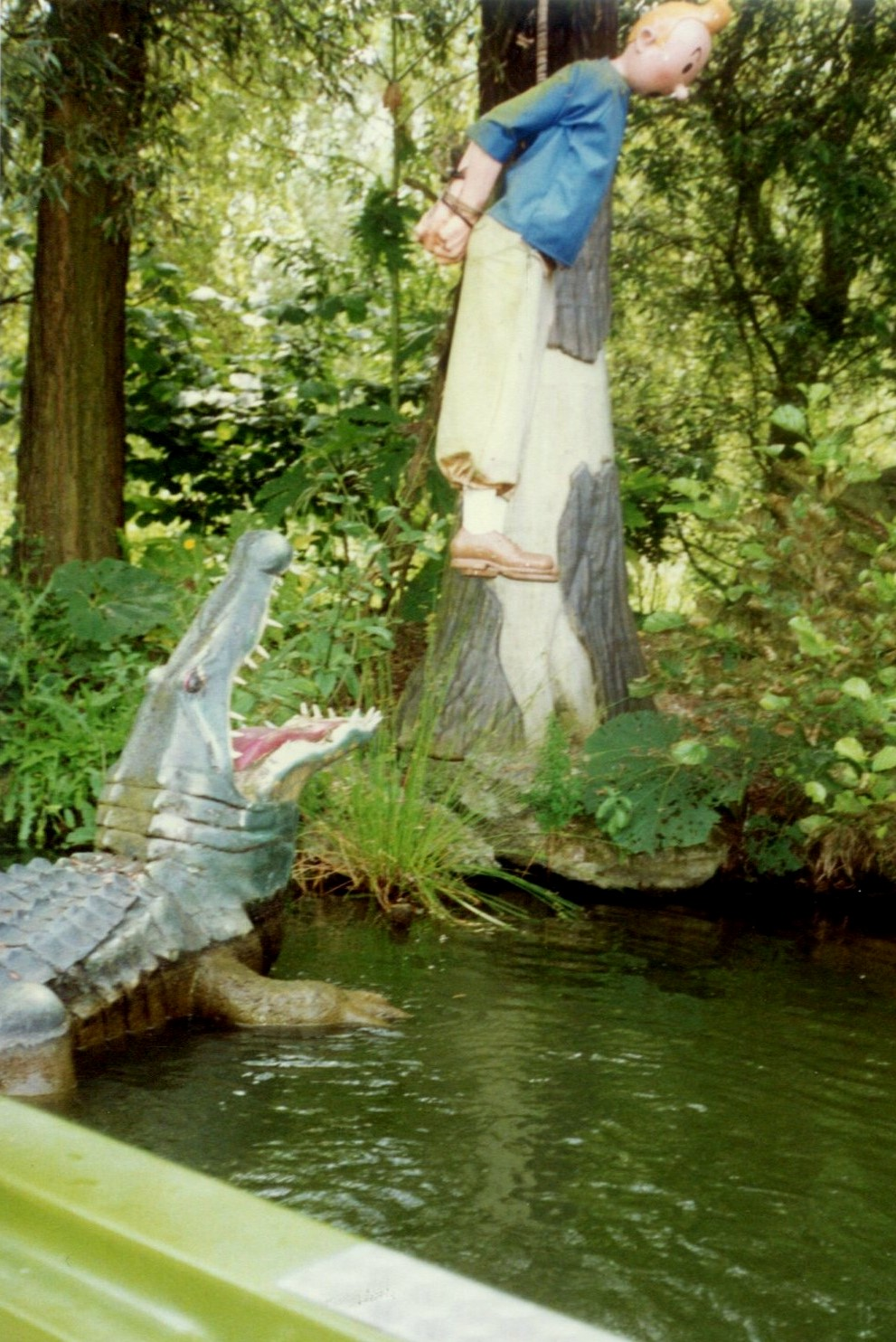
Tintin dans la Jungle (Kuifje in de Jungle), 1992

In 1987 werden de vlotten vervangen door groengele boten.

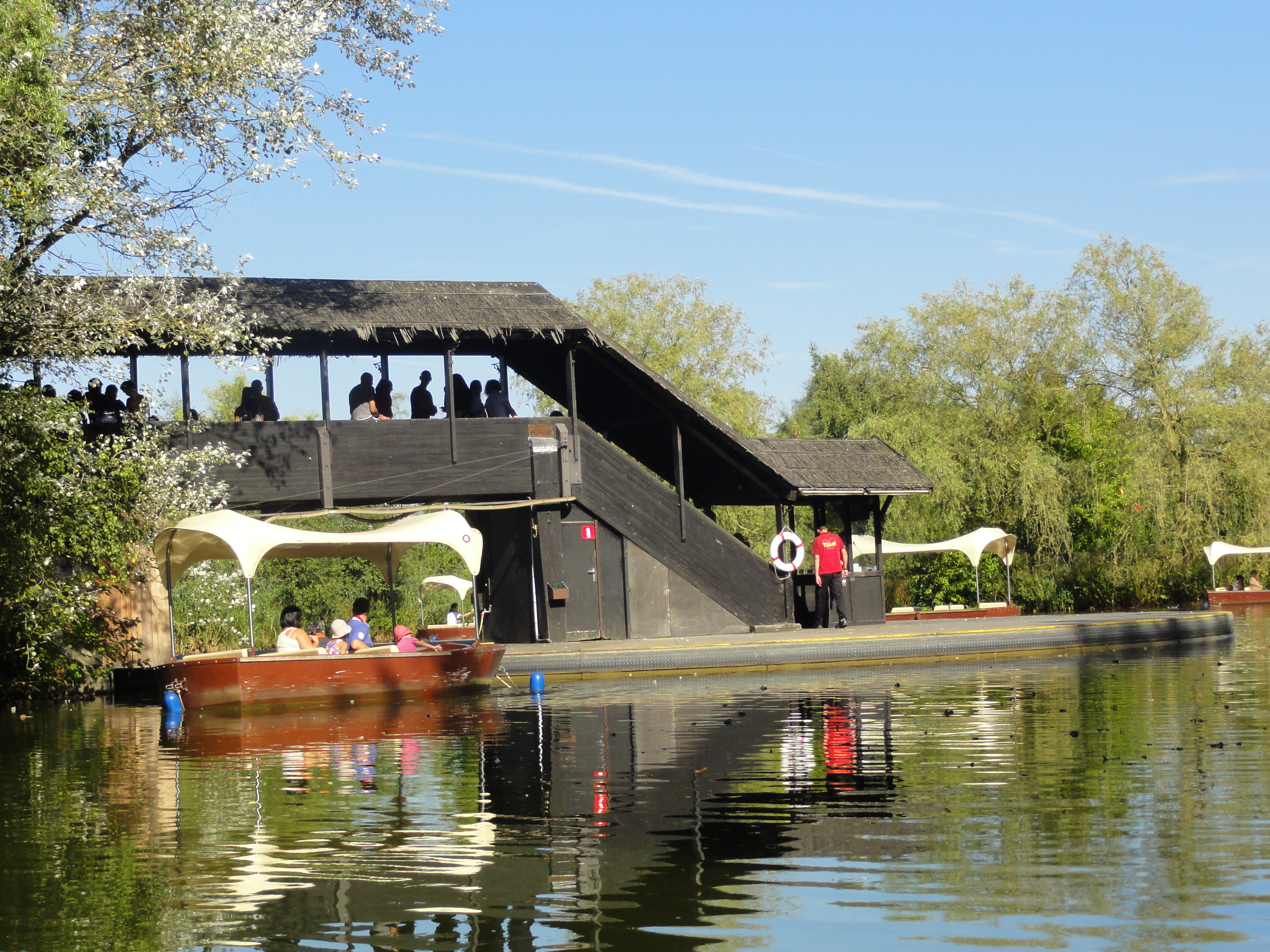
Station in 2012

Midden jaren 1990 werd het Kuifje-thema verwijderd, aangezien de licentie stopgezet was. De attractie werd omgedoopt tot Gold River Adventure.
Later werden de bootjes bruin geverfd.
In 2023 werd al gemeld dat Gold River Adventure plaats gaat maken voor een nieuwe achtbaan en zou sluiten in 2024. Op 11 maart 2024 kondigde Walibi Belgium officieel de sluiting aan op hun sociale mediakanalen.
De bovenkant van de bootjes zijn in 2024 ingezet als overkapping in de sinds 2024 aangewezen rookzones.
Afbeeldingen · Geschiedenis van Walibi Belgium